# 米爾德尼茨河
53°44′37″N 11°50′01″E / 53.74365°N 11.83367°E

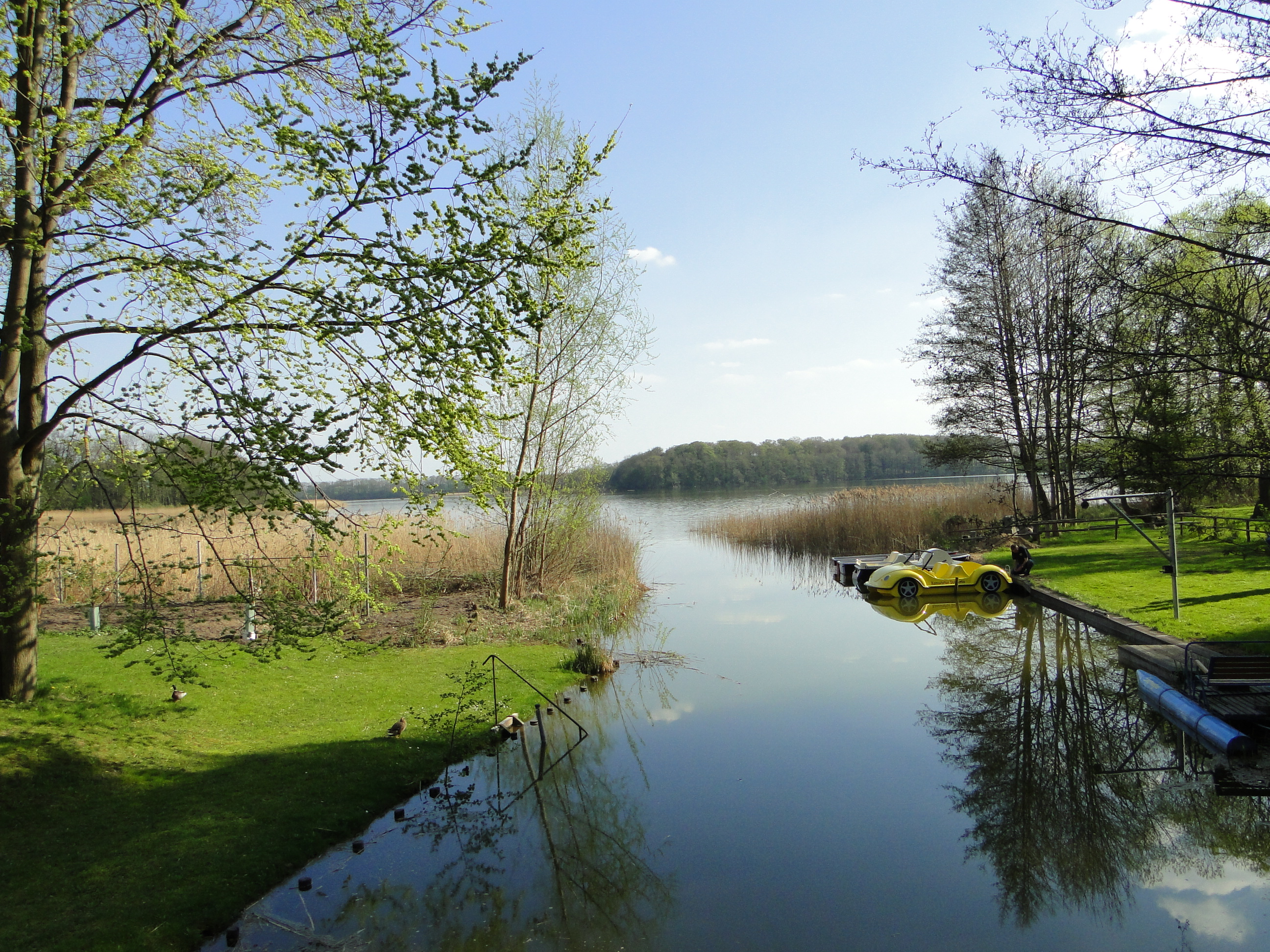
米爾德尼茨河

米爾德尼茨河（德語：Mildenitz），是德國的河流，位於該國東北部，由梅克倫堡-前波美拉尼亞州負責管轄，屬於瓦爾諾河的右支流，河道全長62公里，流域面積542平方公里，發源自濱湖普勞西北面，河口處在施滕貝格。

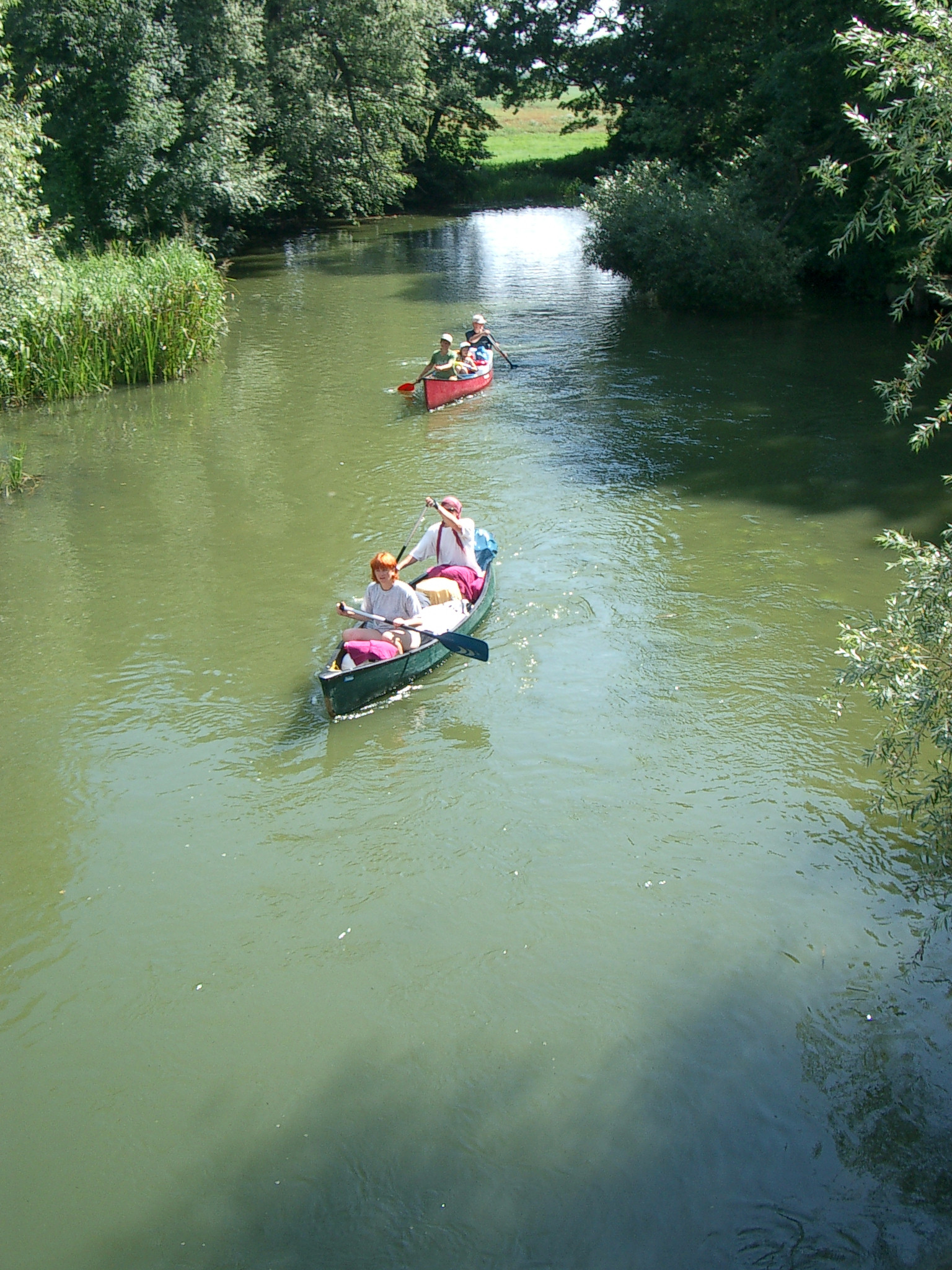
河上划艇
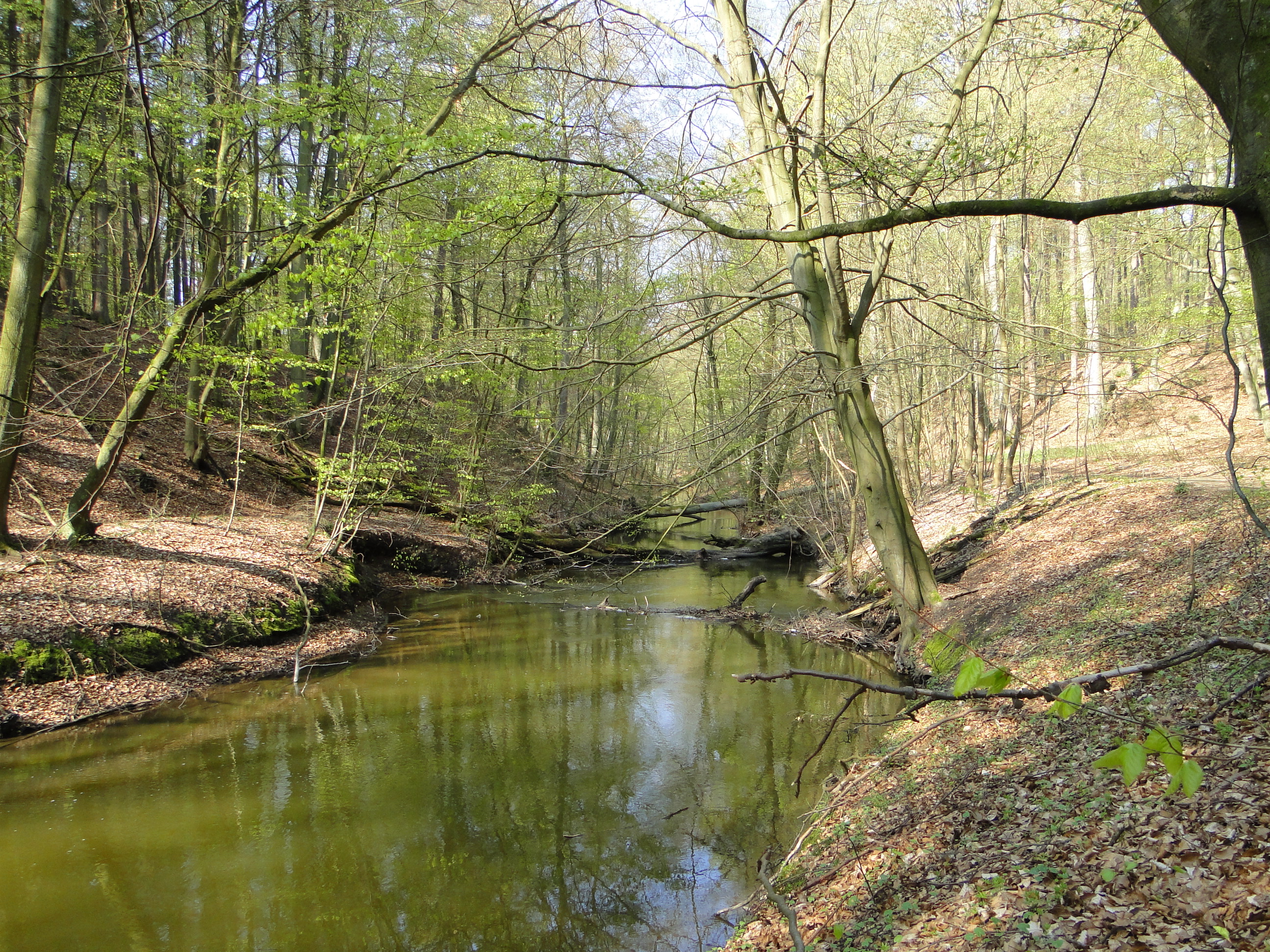
春季河景
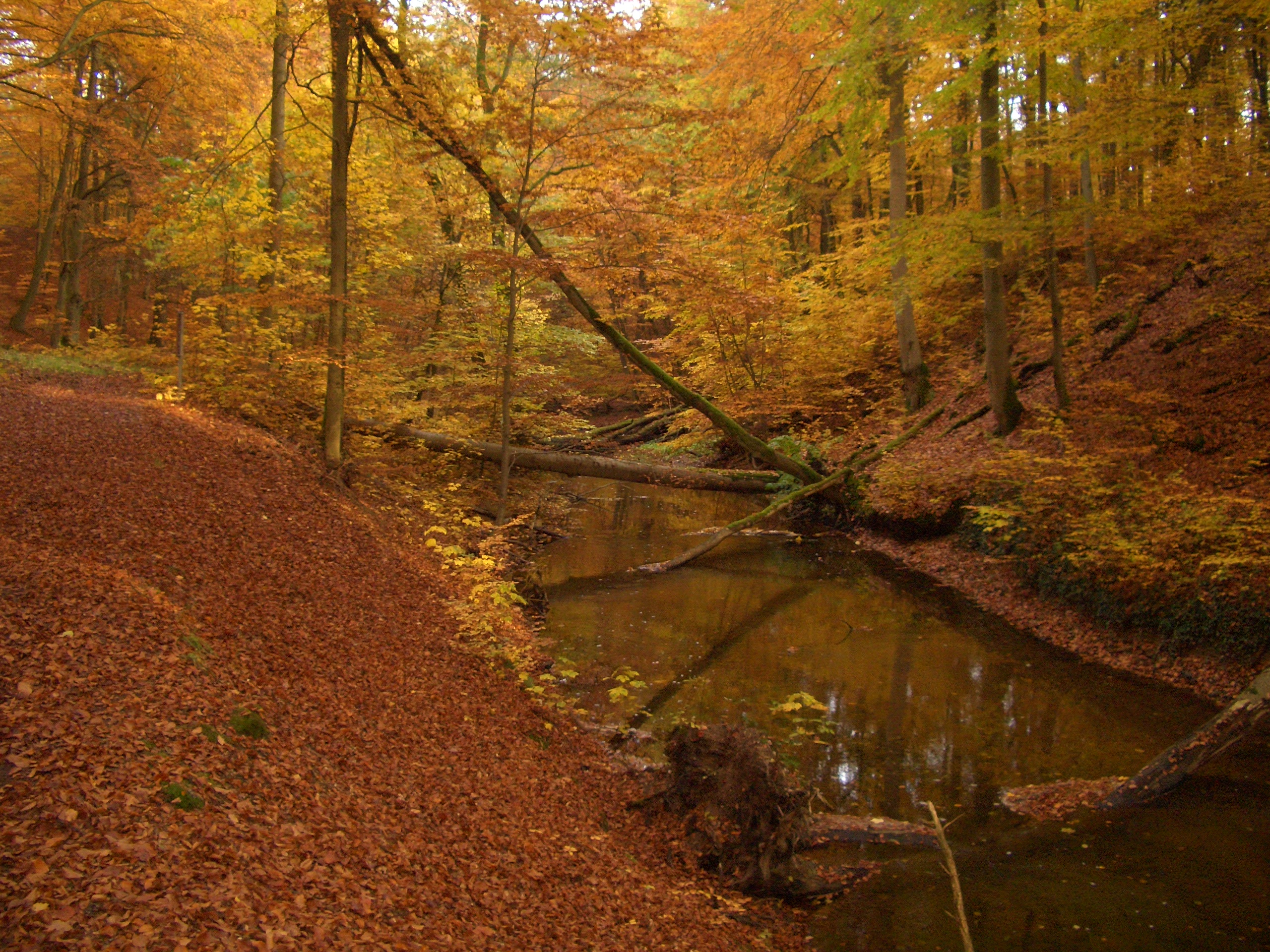
秋季河景